# ATS–5
ATS–5 amerikai alkalmazás-technológiai műhold.

## Küldetés
Kísérleti műhold, mikrogravitációs körülmények között tesztelték a beépített (kommunikációs, meteorológiai (felhőkép készítő kamera), navigáció és a működést biztosító kiegészítő) eszközök, a föld megfigyelési rendszerek üzemképességét.

## Jellemzői
Tervezte, építette és üzemeltette a NASA.
Megnevezései: ATS–5 (Applications Technology Satellite); ATS–E (Applications Technology Satellite); COSPAR:1969-069A. Kódszáma: 4068.
1969. augusztus 12-én Floridából, a Kennedy Űrközpontból (KSC), a LC–36A (LC–Launch Complex) jelű indítóállványról egy Atlas–Centaur D-1A (SLV-3C) hordozórakétával állították közepes magasságú Föld körüli pályára. Az orbitális pályája 1447,40 perces, 14,5 fokos hajlásszögű, a geocentrikus pálya perigeuma 34 845 kilométer, az apogeuma 35 957 km volt.
Hengeres felépítésű, átmérője 150, magassága 180 centiméter. Tömege 821 kilogramm. Műszerei részecske, elektromos- és mágneses mező méréseket végeztek. A gravitációs stabilitás hibája miatt aZ tengely körül lett forgás-stabilizált (76 fordulat/perc). A helytelen stabilitás miatt a mért adatoknak csak egy része volt feldolgozásra alkalmas. Az űreszköz palástját napelemek borították, éjszakai (földárnyék) energia ellátását ion energia biztosította. Pályakorrekciók végrehajtásához cézium üzemanyagú ion motorral rendelkezett.
1981. január 1-jén befejezte aktív működését, passzív űreszközként végzi Föld körüli keringését.